# Yannick Dalmas
Yannick Paul Dalmas (* 28. Juli 1961 in Le Beausset) ist ein ehemaliger französischer Automobilrennfahrer.

## Karriere
Die französische Formel-3-Meisterschaft brachte Mitte der 1980er Jahre eine Fülle an Spitzenfahrern hervor, von denen einige den Weg in den internationalen Motorsport fanden. Die Kämpfe in dieser Monoposto-Formel trennten früh die Spreu vom Weizen. Die Brüder Alain und Michel Ferté, Michel Trollé, Pierre-Henri Raphanel, Olivier Grouillard, Éric Bernard, Jean Alesi, Érik Comas und Yannick Dalmas waren Vertreter dieser Auslese, die einige von ihnen bis in die Formel 1 führte.

### Der Nachwuchsfahrer
Yannick Dalmas kam 1985 als französischer Formel-Renault-Champion in die nationale Formel-3-Meisterschaft. Als Gewinner dieser Nachwuchsformel konnte er sich die Cockpits fast aussuchen. Dalmas entschied sich für das damalige Spitzenteam, das ORECA F3-Team, dessen zweites Cockpit er übernahm. Spitzenfahrer bei ORECA war Pierre Henri Raphanel, der Meisterschaftsdritte des Vorjahrs. Der Kampf um die Meisterschaft 1985 entbrannte zwischen den beiden Fahrern bereits nach dem ersten Rennen voll. Schließlich wurde Raphanel neuer Meister, Dalmas musste sich mit dem zweiten Rang in der Meisterschaft zufriedengeben. Die Saison 1986 – Raphanel war in die Formel 3000 gewechselt, wo er ebenfalls für ORECA fuhr – stand ganz im Zeichen des Südfranzosen. Dalmas gewann sechs von elf Rennen und damit seine zweite nationale Meisterschaft. Dem Beispiel Raphanels folgend, wechselte er 1987 in die Formel 3000. Hier war ORECA nicht so konkurrenzfähig wie in der Formel 3. Auf Siege und gute Platzierungen folgten immer wieder Ausfälle infolge technischer Probleme. Dennoch gab es für Dalmas nach Siegen in Pau und Jarama den fünften Gesamtrang in der Formel-3000-Meisterschaft 1987 und durch diesen Erfolg den Einstieg in die Formel 1.

### Formel 1
Noch in der Saison 1987 gab Dalmas sein Debüt in der Formel 1. Beim Großen Preis von Mexiko fuhr er den Lola LC87 des Larrousse-Teams. Schon beim dritten Rennen, dem Großen Preis von Australien in Adelaide, erzielte er mit Rang fünf die erste Punkteplatzierung, welche jedoch keine Punkte erbrachte, da Larrousse zu dieser Saison nur ein Fahrzeug für die Weltmeisterschaft gemeldet hatte.
Es folgte ein Jahr als Stammfahrer bei Larrousse. Dieses Jahr war geprägt von sportlichen Misserfolgen. Zuerst wurde die Karriere durch zwei Unfälle bei Testfahrten vor Saisonstart behindert. Eine vorerst als Ohrentzündung diagnostizierte Erkrankung wuchs sich bis zum Jahresende zur lebensbedrohenden Legionärskrankheit aus. Seine besten Platzierungen mit dem Lola LC88 mit Lamborghini-Motor blieben zwei siebte Plätze beim Großen Preis von Monaco und beim Großen Preis der USA in Detroit.
1989 blieb Dalmas im Team von Larrousse, scheiterte aber fast immer in der Qualifikation. Nur beim Großen Preis von San Marino gab es mit Rang 26 den letzten Startplatz – allerdings streikte der Motor beim Vorstart, sodass Dalmas nicht einmal die Einführungsrunde fahren konnte. Dalmas wurde daraufhin durch Michele Alboreto ersetzt und wechselte mitten in der Saison zu AGS. Der AGS JH23B mit Cosworth-Motor war ebenso wenig konkurrenzfähig wie das Nachfolgemodell JH24, und Dalmas schaffte 1989 keine weitere Qualifikation für ein Rennen der Formel 1. Aus Mangel an Alternativen blieb er auch 1990 bei AGS, mit ähnlich schlechter Ausbeute wie im Jahr zuvor. Die Saison umfasste 15 Rennen, nur fünfmal konnte er sich qualifizieren. Sein bestes Ergebnis war der neunte Rang beim Großen Preis von Spanien in Jerez. Nach dem Ablauf der Saison 1990 verlängerte Dalmas seinen Vertrag bei AGS nicht mehr und wechselte als Werksfahrer für Peugeot zu den Sportwagen. Spät in seiner Karriere kam er unverhofft noch zu zwei Rennen in der Formel 1, als er in der Saison 1994 bei den Großen Preisen von Italien und Portugal noch einmal für Larousse in das Cockpit des Larrousse LH94 stieg.

### Sportwagen
Anders als in der Formel 1 verlief die Karriere von Yannick Dalmas im Sportwagen erfolgreich. Heute ist er der erfolgreichste französische Rennfahrer beim 24-Stunden-Rennen von Le Mans, einem Langstreckenrennen, das seit 1923 gefahren wird und an dem bis auf Alain Prost alle großen Piloten aus Frankreich teilnahmen. Zum ersten Mal ging Dalmas 1991 als Werkspilot für Peugeot an den Start, die erstmals nach dem Zweiten Weltkrieg Fahrzeuge für das 24-Stunden-Rennen vorbereitet hatten. Unter Teamchef Jean Todt waren Keke Rosberg und Pierre-Henri Raphanel seine Teamkollegen. Der Peugeot 905 war schnell, jedoch noch nicht standfest. Das Trio fiel nach 68 Runden mit Getriebeschaden aus, gewann aber die zur Weltmeisterschaft der Gruppe C zählenden Rennen in Magny-Cours und Mexiko-Stadt.
Im folgenden Jahr gelang der erste Sieg in Le Mans. Peugeot hatte das Auto merklich verbessert, die Probleme mit dem Getriebe konnten gelöst werden, und Dalmas fuhr mit Mark Blundell und Derek Warwick einen viel umjubelten Sieg für die Grande Nation ein. Mit Siegen in Silverstone und Fuji und zweiten Plätzen in Monza und Donington teilte er sich Ende des Jahres den Titel eines Sportwagen-Weltmeisters mit Derek Warwick.

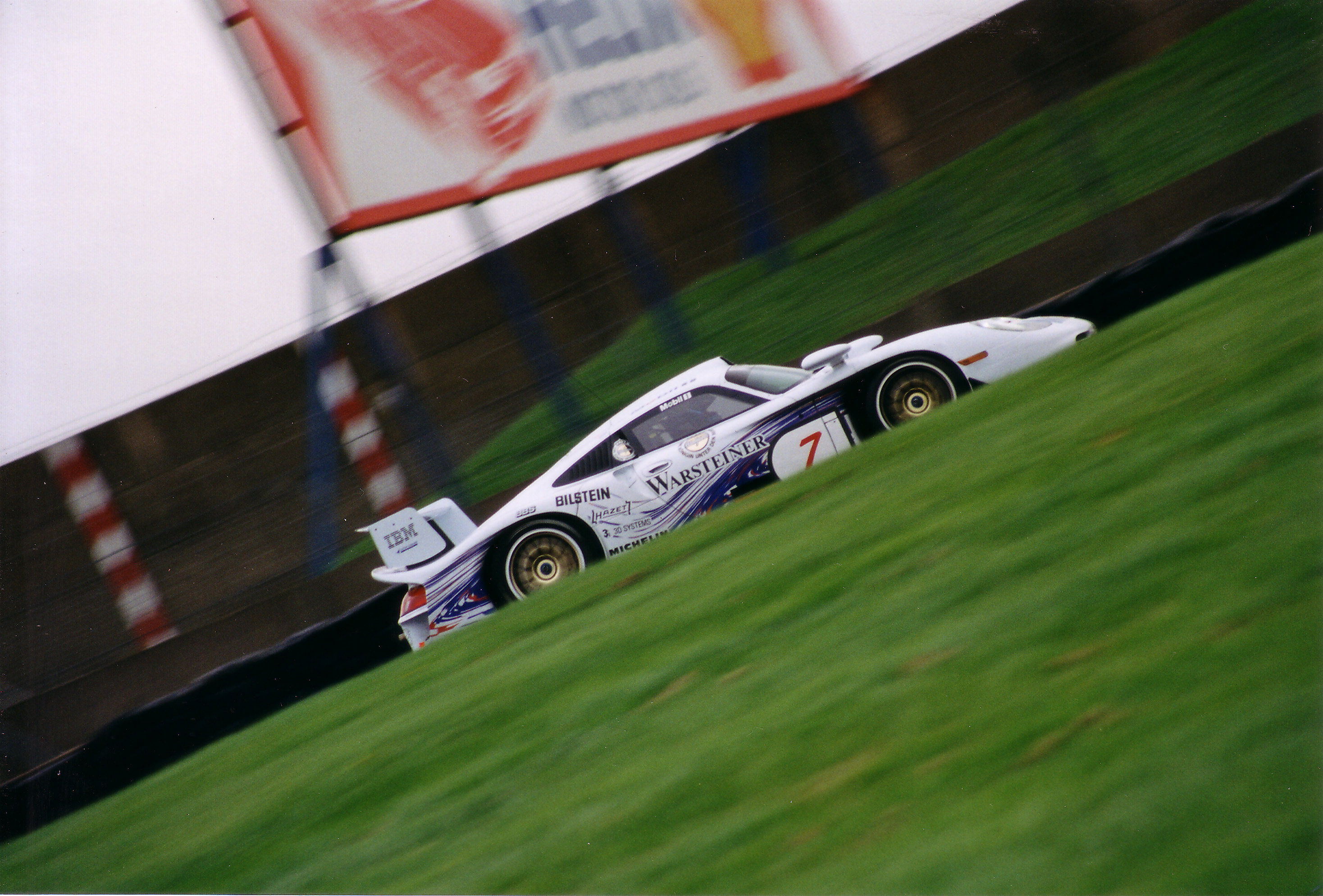
Dalmas 1997 im Porsche 911 GT1

1993 gab es einen Dreifachsieg für die Werksmannschaft, diesmal mit der Evo-Stufe des 905 als Peugeot 905 Evo 1 C. Für Dalmas gab es im Team mit Thierry Boutsen und Teo Fabi Rang 2. Nach Erfüllung der anvisierten Ziele mit den Siegen in Le Mans zog sich Peugeot Ende der Saison 1993 wieder vom Rennsport zurück. Dalmas hatte sich als schnellster aller Werkspiloten einen so guten Namen als Langstreckenpilot gemacht, dass er sich in den folgenden Jahren keine Sorgen um ein Cockpit in Le Mans machen musste. 1994 folgte der zweite Sieg, diesmal am Steuer des Dauer 962 GT LM Porsche (eigentlich ein Porsche 962, der angepasst an das neue Reglement vom deutschen Le-Mans-Porsche-Team als „Dauer“ eingesetzt wurde), geteilt mit Hurley Haywood und Mauro Baldi.
1995 gewann er gemeinsam mit Masanori Sekiya und JJ Lehto mit dem McLaren F1 GTR BMW nach einer Distanz von 4055,800 km. McLaren ist damit bis heute der einzige Hersteller von Rennfahrzeugen, der mit seinen Wagen sowohl in Le Mans als auch beim Großen Preis von Monaco und bei den 500 Meilen von Indianapolis gewinnen konnte. 1996 wechselte Yannick Dalmas zu Porsche und fuhr den neuen Porsche 911 GT1 nicht nur in Le Mans, sondern auch in der FIA-GT-Weltmeisterschaft. 1996 erreichte er in Le Mans Rang drei mit seinen Teamkollegen Karl Wendlinger und Scott Goodyear. 1997 saß er im Auto (wieder im Porsche 911 GT 1) mit Ralf Kelleners und Emmanuel Collard. Der Werks-Porsche lag am Vormittag jenes Sonntags überlegen in Führung, als Kelleners den Wagen vor der Indianapolis nach einem Feuer im Cockpit abstellen musste. Die Streckenposten konnten den Brand zwar schnell löschen, die Chance auf den vierten Sieg war jedoch dahin. Im selben Jahr gab es aber den zweiten Platz in der Gesamtwertung der GT-Weltmeisterschaft. Dalmas gewann zu Beginn des Jahres auch erstmals die 12 Stunden von Sebring, dort auf einem Ferrari 333 SP.

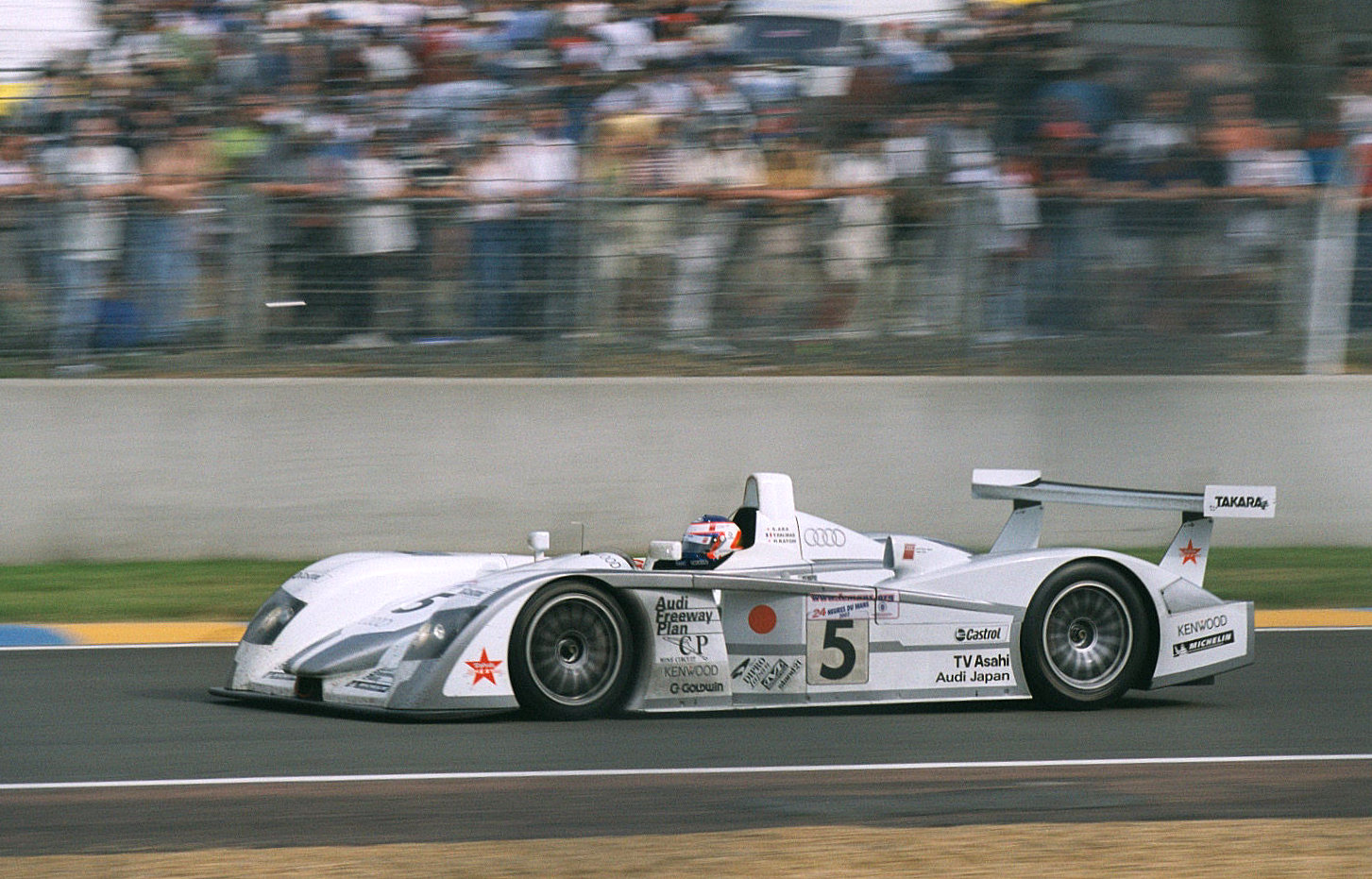
Im Audi R8 beim 24-Stunden-Rennen von Le Mans 2002

1998 fuhr Porsche mit vier Fahrzeugen in Le Mans. Dalmas fuhr den Spyder, den Porsche LM 1 98, der von Joest Racing als Semi-Werkswagen eingesetzt wurde. Beide Spyder schafften die 24-Stunden-Distanz nicht. Der Wagen von Dalmas (mit Michele Alboreto und Stefan Johansson) fiel in Runde 107 mit einem Schaden an der Elektrik aus. Der Sieg ging dennoch an Porsche (Stéphane Ortelli, Laurent Aïello und Allan McNish im GT 1), weil der in Führung liegende Toyota GT-One, wieder mit Ralf Kelleners am Steuer, eine Stunde vor Schluss des Rennens mit einem Getriebeschaden liegen blieb.
Den vierten Sieg in Le Mans gab es für Dalmas 1999. Beim ersten Gesamtsieg von BMW pilotierte er mit Pierluigi Martini und Joachim Winkelhock den BMW V12 LMR. Es folgte 2000 ein Ausfall bereits in der ersten Runden mit dem neuen Reynard Spyder von ORECA, 2001 ein weiterer Ausfall auf einer Chrysler Viper GTS-R und 2002, bei seinem bisher letzten Einsatz, ein siebenter Rang für Audi.
Dalmas fuhr 1995 und 1996 auch in der DTM bzw. ITC einen Opel Calibra für das Joest-Racing-Team. Trotz großem Einsatz blieben dort die Erfolge aus.

## Statistik

### Statistik in der Formel 1

#### Gesamtübersicht
| Saison | Team      | Chassis              | Motor                    | Rennen | Siege | Zweiter | Dritter | Poles | schn. Runden | Punkte | WM-Pos. |
| ------ | --------- | -------------------- | ------------------------ | ------ | ----- | ------- | ------- | ----- | ------------ | ------ | ------- |
| 1987   | Larrousse | Lola LC87            | Ford Cosworth DFZ 3.5 V8 | 3      | –     | –       | –       | –     | –            | 0      | 22.     |
| 1988   | Larrousse | Lola LC88            | Ford Cosworth DFZ 3.5 V8 | 13     | –     | –       | –       | –     | –            | 0      | 18.     |
| 1989   | Larrousse | Lola LC89            | Lamborghini 3.5 V12      | 1      | –     | –       | –       | –     | –            | 0      | 31.     |
| 1989   | AGS       | AGS JH23B / AGS JH24 | Ford Cosworth DFR 3.5 V8 | –      | –     | –       | –       | –     | –            | 0      | 31.     |
| 1990   | AGS       | AGS JH24 / AGS JH25  | Ford Cosworth DFR 3.5 V8 | 5      | –     | –       | –       | –     | –            | 0      | 25.     |
| 1994   | Larrousse | Larrousse LH94       | Ford HB 3.5 V8           | 2      | –     | –       | –       | –     | –            | 0      | 35.     |
| Gesamt | Gesamt    | Gesamt               | Gesamt                   | 24     | –     | –       | –       | –     | –            | 0      |         |

### Le-Mans-Ergebnisse
| Jahr | Team                      | Fahrzeug           | Teamkollege           | Teamkollege          | Platzierung | Ausfallgrund    |
| ---- | ------------------------- | ------------------ | --------------------- | -------------------- | ----------- | --------------- |
| 1991 | Peugeot Talbot Sport      | Peugeot 905        | Pierre-Henri Raphanel | Keke Rosberg         | Ausfall     | Schalthydraulik |
| 1992 | Peugeot Talbot Sport      | Peugeot 905 Evo 1B | Derek Warwick         | Mark Blundell        | Gesamtsieg  |                 |
| 1993 | Peugeot Talbot Sport      | Peugeot 905 Evo 1B | Thierry Boutsen       | Teo Fabi             | Rang 2      |                 |
| 1994 | Le Mans Porsche Team      | Dauer 962LM GT     | Hurley Haywood        | Mauro Baldi          | Gesamtsieg  |                 |
| 1995 | Kokusai Kaihatsu Racing   | McLaren F1 GTR     | JJ Lehto              | Masanori Sekiya      | Gesamtsieg  |                 |
| 1996 | Porsche AG                | Porsche 911 GT1    | Karl Wendlinger       | Scott Goodyear       | Rang 3      |                 |
| 1997 | Porsche AG                | Porsche 911 GT1    | Emmanuel Collard      | Ralf Kelleners       | Ausfall     | Wagenbrand      |
| 1998 | Joest Racing              | Porsche LMP1-98    | Michele Alboreto      | Stefan Johansson     | Ausfall     | Elektrik        |
| 1999 | BMW Motorsport            | BMW V12 LMR        | Pierluigi Martini     | Joachim Winkelhock   | Gesamtsieg  |                 |
| 2000 | Mopar Team ORECA          | Reynard 2KQ-LM     | Nicolas Minassian     | Jean-Philippe Belloc | Ausfall     | kein Öldruck    |
| 2001 | Viper Team ORECA          | Chrysler LMP 2001  | Stéphane Sarrazin     | Franck Montagny      | Ausfall     | Motorschaden    |
| 2002 | Audi Sport Japan Team Goh | Audi R8            | Hiroki Katō           | Seiji Ara            | Rang 7      |                 |

### Sebring-Ergebnisse
| Jahr | Team           | Fahrzeug      | Teamkollege       | Teamkollege        | Teamkollege  | Platzierung | Ausfallgrund |
| ---- | -------------- | ------------- | ----------------- | ------------------ | ------------ | ----------- | ------------ |
| 1997 | Team Scandia   | Ferrari 333SP | Stefan Johansson  | Andy Evans         | Fermín Vélez | Gesamtsieg  |              |
| 1999 | BMW Motorsport | BMW V12 LMR   | Pierluigi Martini | Joachim Winkelhock |              | Ausfall     | Unfall       |

### Einzelergebnisse in der Sportwagen-Weltmeisterschaft
| Saison | Team                 | Rennwagen   | 1   | 2   | 3   | 4   | 5   | 6   | 7   | 8   |
| ------ | -------------------- | ----------- | --- | --- | --- | --- | --- | --- | --- | --- |
| 1991   | Peugeot Talbot Sport | Peugeot 905 | SUZ | MON | SIL | LEM | NÜR | MAG | MEX | AUT |
| 1991   | Peugeot Talbot Sport | Peugeot 905 | DNF | DNF | DNF | DNF | DNF | 1   | 1   | DNF |
| 1992   | Peugeot Talbot Sport | Peugeot 905 | MON | SIL | LEM | DON | SUZ | MAG |     |     |
| 1992   | Peugeot Talbot Sport | Peugeot 905 | 2   | 1   | 1   | 2   | 1   | 5   |     |     |